# Histoire des Archives nationales
 (décembre 2013).
Dans la France médiévale et moderne, les institutions ecclésiastiques, communales, seigneuriales puis royales se sont efforcées de conserver leurs archives. Au cours du XVIIe, la monarchie française tente de centraliser les papiers des principaux ministères, mais ce n'est véritablement qu'à la Révolution qu'apparaît la notion d'archives publiques, et qu'est concrétisée la centralisation de ces archives avec les Archives nationales.

## La naissance des Archives nationales
D’un bouleversement des institutions s’ensuit logiquement un bouleversement dans la gestion des archives. En effet, entre 1789 et 1793, on supprime des institutions royales, ecclésiastiques et les corps constitués, et parallèlement, de nouvelles institutions sont créées, en continuité ou en rupture avec celles de l'Ancien Régime.
Le 29 juillet 1789, on crée le service des archives de l’Assemblée constituante. Les députés nomment à la tête de ce nouveau dépôt un député du Tiers-État : Armand-Gaston Camus, qui obtient le titre d'« archiviste de l’Assemblée nationale ».
Le but de cette institution, qui prend le titre d’Archives nationales le 12 septembre 1790, est de prouver la transparence des décisions de l’Assemblée, à la différence du Secret d’État de l’absolutisme.
Si à l’origine il ne s’agit que des archives de l’Assemblée, une série de lois dirige vers les Archives nationales les papiers des institutions supprimées (justices seigneuriales et locales, administrations provinciales, ordres religieux, corps judiciaires, corporations de métiers). Les archives privées des émigrés passent aussi dans les archives publiques, ainsi que les archives de la couronne après le 10 août 1792 (chute de la monarchie).
Pour encadrer ces nouvelles Archives nationales, on fait passer une loi le 7 messidor an II (25 juin 1794) : c'est la loi de référence pour toutes les archives françaises (elle perdure en théorie jusqu’à la loi de 1979), rédigée par Armand-Gaston Camus : toutes les archives publiques sont sous la surveillance de l’Assemblée, qui forme un tout et les centralise. Il y a quatre principes dans cette loi :
- Responsabilité parlementaire en matière d’archives (« Au corps législatif seul appartient d’ordonner le dépôt aux archives »)
- Affirmation d’un principe de centralisation
- Publicité des archives. Le libre accès des documents devient un droit civique. C’est aussi un moyen pour les citoyens de faire valoir leurs droits (on garde trace par exemple des aliénations des biens des émigrés, ou du clergé)
- Les archives deviennent un outil d’élaboration de la mémoire nationale : destruction d’archives politiques (celles qui attestent de la servitude et du fanatisme et qui pourraient permettre de rétablir les ordres anciens). Ex : destructions des dépôts de titres de chevalerie et de noblesse, jusque-là conservés aux Grands Augustins ; destructions liées à la défense nationale et destructions également de documents paraissant inutiles. Mais cette loi tente aussi de limiter l’importance de ces destructions : c’est le but du bureau des triages (qui est, selon Jules Michelet, le « tribunal révolutionnaire des parchemins »).

## Les Archives nationales jusqu'à la fin de la Troisième République

### LeConsulatet lePremier Empire(1799-1815)
Armand-Gaston Camus est confirmé dans ses fonctions, sous le titre de garde des Archives nationales.
Le 8 prairial an VIII (28 mai 1800), un arrêt des consuls brise le lien trop étroit entre le pouvoir législatif et les Archives nationales, qui passent sous l’autorité du ministre de l’Intérieur. C’est le point de départ de l’accroissement des fonds publics et le début du déclin politique de l’institution. Les archives deviennent essentiellement un lieu de dépôt des papiers dont l’administration n’a plus besoin.
Le 24 frimaire an XII (15 décembre 1804) : Pierre Daunou succède à Camus. Il remplace le nom d’Archives nationales par Archives de l’Empire. Il va surtout œuvrer pour réunir toutes les archives en un même lieu et sous une même autorité. Il exige donc le versement de toutes les archives administratives de plus de 50 ans aux Archives.
Il s’efforce aussi d’améliorer la conservation de ces archives. Il jette les bases en 1811 de ce qui allait devenir le cadre de classement des Archives nationales (puis départementales en 1841). Il s'agit d'un système organique où les documents sont classés en fonction de l’institution qui les a produits (le fonds), affectés à des bureaux d’archivistes (les sections) et rassemblés selon l’économie des pouvoirs administratifs, juridiques ou politiques  (les séries, identifiées par des lettres).
Mais se pose le problème du lieu de conservation de ces archives, d’autant plus qu’avec le Grand Empire, les archives viennent de partout en Europe : l'Hôtel de Soubise (dans lequel on a installé les Archives nationales en 1808) est trop petit. Napoléon voulait construire un vaste « Palais des Archives » sur les quais de Seine, mais les revers militaires empêchent le projet. Les archives resteront donc dans le Marais.

### Le travail des monarchies (1815-1848)
Les Archives nationales passent sous l’autorité du ministère du Commerce et des Travaux publics. Un des principaux archivistes des Archives nationales est Jean-Antoine Letronne. Il organise trois grandes sections (historique, administrative et judiciaire) et dote l’institution d’un secrétariat général. Jules Michelet devient le chef de la section historique, Natalis de Wailly de la section administrative.
En 1847, les archives judiciaires restées au Palais de Justice sont transférées à Soubise, dans une nouvelle aile créée pour l’occasion.
Un flou subsiste néanmoins, le versement aux Archives, qui s’opère essentiellement grâce à la bonne volonté des organismes publics, et le secteur de la communication (qui a accès aux archives ? à partir de quand ?)

### Le Second Empire (1852-1870)
Trois ans après l'avènement du Second Empire, le décret du 22 décembre 1855 réorganise en partie les Archives nationales. On exige qu'y soient déposés « tous les documents d’intérêt public dont la consultation est jugée utile ». D’autre part, l’institution passe sous le contrôle du ministre d’État.
Puis, grâce au nouveau directeur, le comte Léon de Laborde, les Archives nationales se dotent d’inventaires et d’un Musée des Archives (futur musée des Archives nationales). La vocation scientifique et culturelle des Archives nationales s’accroît donc, avec le développement des publications, l’amélioration de l’accès aux documents et le réaménagement de la salle de lecture.
Mais les moyens matériels et humains suivent mal : en 1871, il n’y a que 31 archivistes aux Archives nationales, qui subissent par ailleurs des incendies lors de Commune et la répression versaillaise. On y perd notamment les fonds concernant la police du Second Empire et des états civils parisiens).

### La Troisième République (1870-1940)
En 1870, les Archives nationales repassent sous l’autorité du ministère de l’Instruction publique.
En 1897, le ministère de l’Instruction publique crée une direction des Archives, dont le directeur est celui des Archives nationales, et qui a autorité sur le réseau archivistique français.
En 1913, Charles-Victor Langlois est nommé directeur des Archives nationales. Il obtient en 1927 que l'hôtel de Rohan soit affecté à celles-ci et récupère certains dépôts ministériels. Il permet aussi l'intensification du travail de classement  et de la production d’instruments de recherche inventoriés dans un État des inventaires (dont la publication avait commencé en 1902).
Par le décret du 10 juillet 1936, Jean Zay, ministre de l’Éducation nationale, rend obligatoire le versement de leurs archives par les ministères, administrations, services et établissements de l’État et soumet toute destruction d’archives au visa de la direction des Archives.

## Les Archives nationales après la Seconde Guerre mondiale
En 1948, Charles Braibant est nommé directeur des Archives de France et met au point un vaste plan de reconstruction matérielle des Archives nationales.
En 1959, les Archives passent sous l’autorité du ministère de la Culture imaginé par André Malraux. À la direction des Archives de France, il nomme un de ses amis, l'écrivain André Chamson. Les bâtiments des Archives nationales sont agrandis et modernisés, tandis qu'est lancé le projet de Cité interministérielle des archives, qui ouvre en 1969 à Fontainebleau.
En 1974, Valéry Giscard d'Estaing nomme l'historien Jean Favier directeur des Archives de France. C'est lui qui décide la publication de l’État général des fonds, dont le premier tome paraît en 1978 et qui fait construire le Centre d'accueil et de recherche des Archives nationales (CARAN) inauguré le 23 mars 1988. Une nouvelle loi sur les archives, promulguée le 3 janvier 1979, entérine les évolutions qui ont eu lieu depuis la loi de 1794.
D’autres sites sont par ailleurs créés pour désengorger celui de Paris : Fontainebleau, Aix-en-Provence et Roubaix. Cette évolution est entérinée, en 2007, par un décret qui distingue les services opérationnels chargés de la conservation et de la communication des archives, de la Direction des Archives de France, organisme de contrôle, auquel sont rattachées les missions chargées de la collecte des archives dans les ministères.
Ce décret crée ainsi trois services à compétence nationale :
- à Paris, Fontainebleau et, depuis 2013, à Pierrefitte-sur-Seine : les Archives nationales (France), chargées de la conservation et de la communication des archives des services centraux de l'État.
- à Aix-en-Provence : les Archives nationales d'outre-mer, chargées de la conservation et de la communication des archives en rapport avec les anciennes colonies,
- à Roubaix : les Archives nationales du monde du travail, chargées de la conservation et de la communication d'archives d'entreprises privées, d'associations et de syndicats.

En 2010, la Direction des Archives de France est supprimée et intégrée à la nouvelle direction générale des patrimoines du ministère de la Culture, au sein de laquelle un service (service interministériel des archives de France) est plus précisément chargé de la tutelle des services à compétence nationale et de la coordination des services territoriaux.
Le manuscrit original de l’Appel du 18 juin du général de Gaulle rejoint le 12 juin 2025, les Archives nationales de France.